# 立花美里
立花 美里（たちばな みさと）は、日本の元AV女優。

## 略歴・人物
2013年にAVデビューしたAV女優。

## 出演作品

### アダルトDVD
2013年
- この熟女いやらしい! 暴かれる牝の本性 男日照りの体が桜色に染まるとき…（5月21日（レンタル）/12月27日（セル）、アテナ映像）他出演:芹田みちる、葉山弓子
- ドキュメント美熟女不倫旅行 人妻の湯 其の一 美里36歳（7月7日、マドンナ）
- 結婚3年目で年収は1千万円、職業はファイナンシャルプランナーなのに趣味が変態露出プレイ。美里サン(33歳)（8月1日、山と空）
- 人妻温泉 44（8月2日、クリスタル映像）他出演:竹内紗里奈、長澤アイミ、後藤あづさ
- 友達の母親を、友達の目の前で、犯しまくった少年達。（9月12日、タカラ映像）
- ママ友3人で、出来の悪い息子たちの勉強を見ていたら、息子の友達に体を求められ、欲求不満だったので内緒でエッチしちゃった母親たち。（9月30日（レンタル）/11月8日（セル）、LEO）共演:大橋ひとみ、尾崎玲奈
- 姉妹レズビアン（10月10日、タカラ映像）共演:矢部寿恵
- 近所の清掃ボランティアで家内が痴漢に遭いまして（10月10日、タカラ映像）他出演:梶修子、翔田千里、柳朋子
- 親父、裏切ってごめんな、でも母さんは悪くないんだ。（10月10日、タカラ映像）他出演:村上涼子、風間ゆみ ほか
- 覗き見〜隣家の人妻（11月25日、アロマ企画）
- 告発!子種不足のダメ夫に代わってSEX代行業者に精子提供を受けるエロ美人妻と他人の弱みに付けこんでSEX代行業者が連続中出し（11月25日、グローバルメディアエンタテインメント）他出演:結城みさ、近藤郁美、雨宮ほのか
- 本物カップル寝取られ志願 ガチ寝取られ好きな彼氏の為に男達の肉棒を受け入れる緊縛潮吹き絶頂 イキまくり4Pファック!!（11月25日、セレブの友）

2014年
- コンビニのパートのおばさん達は欲求不満で隙あらば若い男の肉棒で「チン」しがっている。（1月23日、タカラ映像）共演:翔田千里、藤下梨花、白金せりか
- ｢先生!これでお願いします!｣ 大学進学の為に内申書を上げてもらいたい美人母娘が家庭訪問に来た担任教師をそっくりオマ●コ濡らしておもてなし!我が家で積極的に股を開く親子どんぶりセックスがエロすぎる!（1月24日、SCOOP）他出演:翔田千里、阿部乃みく、葵こはる、芹沢つむぎ ほか
- 私を犯してください… 非日常的快楽を貪る奥様達のおねだり拘束遊戯生中出し（1月25日、セレブの友）他出演:三浦恵理子、大橋ひとみ、結城みさ、水原薫子（佐伯かのん、篠田涼花）、深津佳乃、伊原詩織
- 働くおばさん達にセクハラしたら恥じらいながらもOKサインが出たから、そのまま生中出しセックスしちゃいました。（2月25日、Mellow Moon）他出演:結城みさ、北原夏美、沢田珠里、伊織涼子、松下美香
- 同性愛中毒適齢期 愛し合うふたりだけの官能レズバトル!! 〜相思相愛密戯〜（3月13日、セレブの友）共演:椎名ゆな
- カップルスワッピング! その場のノリで俺とお前の彼女を交換したら、相手の彼女が凄く悔しそうに喘ぐもんだからこっちも凄く興奮して子宮にたっぷり生種付けザーメン出してヤった（3月25日、Mellow Moon）共演:結城みさ　他出演:葵こはる、未来ひかり
- いつもスマイルを振りまく旅行代理店のお局OL達の性欲がマイレージ並に溜り過ぎて「トリップ」する度に僕のジャンボジェットが暴発し参ってしまいました。（3月27日、タカラ映像）共演:翔田千里、藤下梨花、白金せりか
- 隣に引っ越してきた綺麗な奥さん（4月7日、マドンナ）主演:響りり子
- 時間よ止まれ! パート21 （4月10日）
- 温泉旅行中のS級人妻は癒しを求めてるので確実にヤれる!こっそりゴムを外し、生ザーメンを子宮にブチ撒けられちゃう言いなり美人妻（5月2日、赫夜姫映像）他出演:結城みさ、北原夏美、加山なつこ
- 性感レズエステ 9 都会の片隅で行われる美淑女のみが体験できる魅惑の性感エステサロン…（6月20日、クリスタル映像）共演:篠田ゆう、友田彩也香　他出演:八木あずさ、三咲悠
- レズのシナリオ（7月13日、U&K）共演:長瀬涼子
- 黒人×熟女 初黒人のデカち●ぽ（10月31日、ドリームステージエンタテインメント）
- レズ風俗にハマる女たち 2 〜Lesbian Girls Club〜（11月13日、U&K）共演:長瀬涼子　他出演:波多野結衣、佳苗るか、羽川るな、横山夏希、まりか、あいかわ優衣
- 熟女生まんこコキ（11月14日、サルトル映像出版）他出演:夏川美久、結城玲衣、宮前佳那、菊川麻里、吉野さくら、美月桃々子、片山亜紀
- 熟女ローアングルオナニー（11月28日、サルトル映像出版）他出演:美月桃々子、梅田千佳、三咲悠、宮島優子、華原亜美、藤下梨花
- ママ友Wフェラ（12月26日、サルトル映像出版）共演:三咲悠　他出演:滝川じゅんこ、月美弥生、藤下梨花、美月桃々子、高嶋碧、浅井色織

2015年
- ドキュメント美熟女不倫旅行 人妻の湯 総集編（3月25日、マドンナ）他出演:本庄真弓、彩女早紀、土屋花音、高瀬杏、真矢恵子、北川美緒
- WORKER人妻4時間 汗で蒸れた完熟マ●コに勃起棒を生インサ～ト（4月25日、かぐや姫（メロウムーン））他出演:大槻ひびき、あいださくら、北原夏美、結城みさ、沢木りさ、住田みく、中森玲子
- 今夜、妻の友達と二人きり…（6月25日、マドンナ）主演:大島優香